# Pseudo-anneau de carré nul
Ne doit pas être confondu avec Anneau nul.
Un pseudo-anneau de carré nul est un pseudo-anneau sur lequel la multiplication est nulle.
Le seul pseudo-anneau de carré nul unitaire est l'anneau nul, l'anneau à un seul élément.
Tout groupe abélien peut être muni d'une façon et d'une seule d'une structure de pseudo-anneau de carré nul, la multiplication nulle vérifiant systématiquement les conditions d'associativité et de distributivité requises d'un pseudo-anneau. Ses idéaux en tant que pseudo-anneau sont ses sous-groupes additifs. Il en découle que les seuls pseudo-anneaux A de carré nul sans idéal autres que {0} et A lui-même sont les groupes abéliens sans sous-groupes non triviaux, c'est-à-dire les groupes cycliques de cardinal premier. Cette propriété permet de montrer la caractérisation suivante des idéaux maximaux d'un pseudo-anneau :

Un idéal I d'un pseudo-anneau commutatif A est maximal si et seulement si l'anneau quotient de A par I est soit un corps, soit un pseudo-anneau de carré nul sur un groupe additif cyclique de cardinal premier.